# Louis Gobet
Louis Gobet (ur. 28 października 1908, zm. 1995) – szwajcarski piłkarz, reprezentant kraju.

## Kariera klubowa
Gobet profesjonalną karierę piłkarską rozpoczął w 1928 w klubie FC Blue Stars Zürich. Kolejny sezon spędził w Étoile Carouge, po czym powrócił do Blue Stars. W zespole z Zurychu grał przez kolejne trzy sezony. W 1933 odszedł do stołecznego FC Bern, dla którego grał przez 5 lat w najwyższej klasie rozgrywkowej w Szwajcarii.
Od 1938 występował w BSC Young Boys, w którym grał przez kolejne 8 lat. Z drużyną tą dwukrotnie stawał na podium mistrzostw Szwajcarii w sezonach 1940/41 oraz 1944/45. Zdobył także jedyne w karierze trofeum, jakim był Puchar Szwajcarii w sezonie 1944/45. Po sezonie 1945/46 Gobet zakończył karierę piłkarską.
| Sezon   | Klub                 | Kraj       | Liga         | Mecze | Gole |
| ------- | -------------------- | ---------- | ------------ | ----- | ---- |
| 1928/29 | FC Blue Stars Zürich | Szwajcaria | Nationalliga |       |      |
| 1929/30 | Étoile Carouge       | Szwajcaria | Nationalliga |       |      |
| 1930/31 | FC Blue Stars Zürich | Szwajcaria | Nationalliga |       |      |
| 1931/32 | FC Blue Stars Zürich | Szwajcaria | Nationalliga |       |      |
| 1932/33 | FC Blue Stars Zürich | Szwajcaria | Nationalliga |       |      |
| 1933/34 | FC Bern              | Szwajcaria | Nationalliga |       |      |
| 1934/35 | FC Bern              | Szwajcaria | Nationalliga |       |      |
| 1935/36 | FC Bern              | Szwajcaria | Nationalliga |       |      |
| 1936/37 | FC Bern              | Szwajcaria | Nationalliga |       |      |
| 1937/38 | FC Bern              | Szwajcaria | Nationalliga |       |      |
| 1938/39 | BSC Young Boys       | Szwajcaria | Nationalliga |       |      |
| 1939/40 | BSC Young Boys       | Szwajcaria | Nationalliga |       |      |
| 1940/41 | BSC Young Boys       | Szwajcaria | Nationalliga |       |      |
| 1941/42 | BSC Young Boys       | Szwajcaria | Nationalliga |       |      |
| 1942/43 | BSC Young Boys       | Szwajcaria | Nationalliga |       |      |
| 1943/44 | BSC Young Boys       | Szwajcaria | Nationalliga |       |      |
| 1944/45 | BSC Young Boys       | Szwajcaria | Nationalliga |       |      |
| 1945/46 | BSC Young Boys       | Szwajcaria | Nationalliga |       |      |

## Kariera reprezentacyjna
Gobet w reprezentacji zadebiutował 23 października 1932 w meczu przeciwko Austrii, który jego zespół przegrał 1:3. W 1934 Heini Müller, ówczesny selekcjoner reprezentacji Szwajcarii powołał Gobeta na Mistrzostwa Świata. Razem z ekipą osiągnął na włoskim turnieju ćwierćfinał.
Po raz ostatni w reprezentacji zagrał 11 kwietnia 1937 w przegranym 1:5 spotkaniu z Węgrami. Łącznie Gobet w latach 1932–1937 zagrał dla reprezentacji Szwajcarii w 12 spotkaniach.
| Mecze i gole w reprezentacji | Mecze i gole w reprezentacji | Mecze i gole w reprezentacji | Mecze i gole w reprezentacji | Mecze i gole w reprezentacji | Mecze i gole w reprezentacji | Mecze i gole w reprezentacji |
| #                            | Data                         | Miasto                       | Przeciwnik                   | Gol                          | Wynik                        | Rozgrywki                    |
| ---------------------------- | ---------------------------- | ---------------------------- | ---------------------------- | ---------------------------- | ---------------------------- | ---------------------------- |
| 1.                           | 23.10.1932                   | Wiedeń                       | Austria                      |                              | 1:3                          | Puchar Europy Środkowej      |
| 2.                           | 11.11.1934                   | Wiedeń                       | Austria                      |                              | 0:3                          | Puchar Europy Środkowej      |
| 3.                           | 14.04.1935                   | Zurych                       | Węgry                        |                              | 6:2                          | Puchar Europy Środkowej      |
| 4.                           | 05.05.1935                   | Bazylea                      | Irlandia                     |                              | 1:0                          | towarzyski                   |
| 5.                           | 30.05.1935                   | Bruksela                     | Belgia                       |                              | 2:2                          | towarzyski                   |
| 6.                           | 03.11.1935                   | Zurych                       | Norwegia                     |                              | 2:0                          | towarzyski                   |
| 7.                           | 10.11.1935                   | Budapeszt                    | Węgry                        |                              | 1:6                          | towarzyski                   |
| 8.                           | 25.10.1936                   | Mediolan                     | Włochy                       |                              | 2:4                          | Puchar Europy Środkowej      |
| 9.                           | 08.11.1936                   | Zurych                       | Austria                      |                              | 1:3                          | Puchar Europy Środkowej      |
| 10.                          | 21.02.1937                   | Praga                        | Czechosłowacja               |                              | 3:5                          | Puchar Europy Środkowej      |
| 11.                          | 07.03.1937                   | Amsterdam                    | Holandia                     |                              | 1:2                          | towarzyski                   |
| 12.                          | 11.04.1937                   | Bazylea                      | Węgry                        |                              | 1:5                          | Puchar Europy Środkowej      |

## Sukcesy
BSC Young Boys
- Puchar Szwajcarii (1): 1944/45